# Genneton
Genneton é uma comuna francesa na região administrativa da Nova Aquitânia, no departamento de Deux-Sèvres. Estende-se por uma área de 27,75 km². Em 2010 a comuna tinha 328 habitantes (densidade: 11,8 hab./km²).